# ローレルタワーサンクタス梅田
ローレルタワーサンクタス梅田（ローレルタワー サンクタス うめだ）とは大阪市北区大淀南二丁目にある超高層マンションである。

## 概要

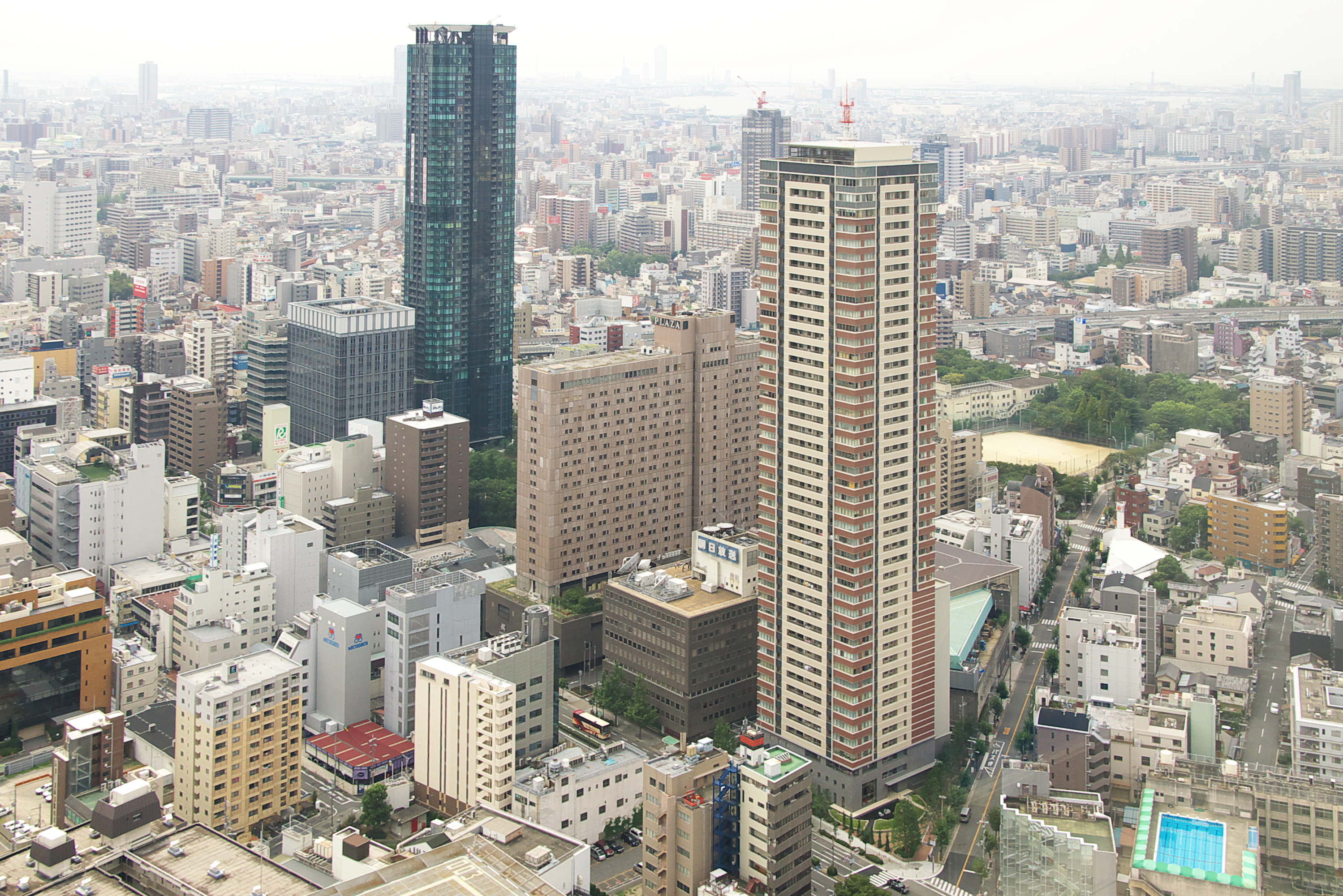
朝日放送取り壊し前

2004年に建設が開始され、2007年2月に竣工した。ABCセンター（朝日放送旧本社ビル）北側にあったABC公園跡地に建っている。ABCセンターは当マンション完成後、朝日放送社屋の福島一丁目への移転（2008年）により解体された。
名称のローレルタワーは近鉄不動産、サンクタスはオリックス不動産のマンションブランド名であり、売主が2社共同であることを示している。

## 交通機関
- JR西日本 大阪環状線 福島駅 徒歩8分
- JR西日本 東西線 新福島駅 徒歩11分
- 阪神本線 福島駅 徒歩10分
- 大阪シティバス「大淀南一丁目」バス停すぐ

## 近隣公共施設
- ザ・シンフォニーホール
- 大淀南公園
- 大阪市下水道 北野抽水所

## 近隣の超高層ビル
- 梅田スカイビル
- シティタワー西梅田
- 新梅田シティ